# Atletica leggera ai Giochi della XVI Olimpiade - Salto in alto femminile
La competizione del salto in alto femminile di atletica leggera ai Giochi della XVI Olimpiade si è disputata il giorno 1º dicembre 1956 al Melbourne Cricket Ground.

## L'eccellenza mondiale
| Campionessa olimpica 1952 | 1,67      | Esther Brand     | Rit. 1952 |
| Campionessa europea 1954  | 1,67      | Thelma Hopkins   | Presente  |
| Primatista mondiale       | 1,75 1956 | Iolanda Balaș    | Presente  |
| Vincitrice selezioni USA  | 1,62      | Mildred McDaniel | Presente  |

## Gara
Alla fase eliminatoria sono ben 19 le atlete a raggiungere la misura su 20 partecipanti.

Alla finale accede anche Iolanda Balaș, che in luglio ha stabilito il nuovo record mondiale saltando 1,75 metri.

La gara viene vinta inaspettatamente dall'americana Mildred McDaniel (personale di 1,69 nel 1955), unica a valicare l'asticella a 1,70. L'argento va alla sovietica Pisareva e il bronzo alla britannica Hopkins. La neoprimatista mondiale si è classificata al quinto posto.
La statunitense ha conseguito l'oro con il record personale. Potrebbe accontentarsi, ma quando i giudici le chiedono se vuole continuare, non sa dire di no. Le viene chiesto quale misura vuole saltare. Nel frattempo, i giudici tra di loro commentano (pensando di non essere ascoltati) che non può arrivare molto in alto: al massimo a 1,73. La McDaniel però sente la loro conversazione e chiede 1,76, nuovo record del mondo. Al secondo salto il record, oltre al titolo, è suo. 
Mildred McDaniel non è la prima atleta di colore a vincere il titolo olimpico nel salto in alto femminile: l'evento si verificò per la prima volta a Londra 1948 con la vittoria della connazionale Alice Coachman.

## Risultati

### Turno eliminatorio
Sabato 1º dicembre 1956, ore 10:00.
Qualificazione1,58 m (Q) o le prime 12 classificate (q)
| Pos | Atleta              | Nazione                   | Salti | Salti | Salti | Salti | Misura |
| Pos | Atleta              | Nazione                   | 1,40  | 1,50  | 1,55  | 1,58  | Misura |
| --- | ------------------- | ------------------------- | ----- | ----- | ----- | ----- | ------ |
| 1   | Thelma Hopkins      | Gran Bretagna             | –     | –     | O     | O     | 1,58   |
| 1   | Iolanda Balaș       | Romania                   | –     | –     | O     | O     | 1,58   |
| 1   | Reinelde Knapp      | Austria                   | –     | O     | O     | O     | 1,58   |
| 1   | Dorothy Odam-Tyler  | Gran Bretagna             | –     | O     | O     | O     | 1,58   |
| 1   | Hermina Geyser      | Sudafrica                 | –     | O     | O     | O     | 1,58   |
| 1   | Michele Mason-Brown | Australia                 | O     | O     | O     | O     | 1,58   |
| 1   | Jessie Donaghy      | Nuova Zelanda             | O     | O     | O     | O     | 1,58   |
| 1   | Jiřina Němcová      | Cecoslovacchia            | O     | O     | O     | O     | 1,58   |
| 1   | Marija Pisareva     | Unione Sovietica          | O     | O     | O     | O     | 1,58   |
| 1   | Mildred McDaniel    | Stati Uniti               | O     | O     | O     | O     | 1,58   |
| 11  | Audrey Bennett      | Gran Bretagna             | –     | O     | XO    | O     | 1,58   |
| 12  | Gunhild Larking     | Svezia                    | –     | O     | –     | O     | 1,58   |
| 13  | Olga Modrachová     | Cecoslovacchia            | –     | O     | O     | XO    | 1,58   |
| 13  | Carol Bernoth       | Australia                 | O     | O     | O     | XO    | 1,58   |
| 13  | Valentina Ballod    | Unione Sovietica          | O     | O     | O     | XO    | 1,58   |
| 16  | Alice Whitty        | Canada                    | O     | XO    | O     | XO    | 1,58   |
| 17  | Inge Kilian         | Squadra Unificata Tedesca | –     | XO    | O     | XXO   | 1,58   |
| 18  | Janice Cooper       | Australia                 | O     | O     | XXO   | XXO   | 1,58   |
| 19  | Ann Marie Flynn     | Stati Uniti               | O     | XO    | XXX   |       | 1,50   |

### Finale
Sabato 1º dicembre 1954, ore 13:50.
| Pos     | Atleta              | Età | Nazione                   | Salti | Salti | Salti | Salti | Salti | Salti | Salti | Salti | Salti | Misura | Note            |
| Pos     | Atleta              | Età | Nazione                   | 1,40  | 1,50  | 1,55  | 1,60  | 1,64  | 1,67  | 1,70  | 1,76  | 1,80  | Misura | Note            |
| ------- | ------------------- | --- | ------------------------- | ----- | ----- | ----- | ----- | ----- | ----- | ----- | ----- | ----- | ------ | --------------- |
| Oro     | Mildred McDaniel    | 23  | Stati Uniti               | O     | O     | O     | XO    | O     | O     | XO    | XO    | XXX   | 1,76   | Record mondiale |
| Argento | Marija Pisareva     | 22  | Unione Sovietica          | -     | -     | O     | O     | O     | O     | XXX   |       |       | 1,67   |                 |
| Argento | Thelma Hopkins      | 20  | Gran Bretagna             | -     | -     | O     | O     | O     | O     | XXX   |       |       | 1,67   |                 |
| 4       | Gunhild Larking     | 20  | Svezia                    | -     | -     | O     | XXO   | XO    | O     | XXX   |       |       | 1,67   |                 |
| 5       | Iolanda Balaș       | 19  | Romania                   | -     | -     | O     | O     | O     | XO    | XXX   |       |       | 1,67   |                 |
| 6       | Michele Mason-Brown | 17  | Australia                 | O     | -     | O     | O     | O     | XXO   | XXX   |       |       | 1,67   |                 |
| 7       | Jessie Donaghy      | 16  | Nuova Zelanda             | -     | O     | O     | O     | XO    | XXO   | XXX   |       |       | 1,67   |                 |
| 8       | Jiřina Němcová      | 19  | Cecoslovacchia            | -     | O     | O     | O     | O     | XXX   |       |       |       | 1,64   |                 |
| 8       | Hermina Geyser      | 18  | Sudafrica                 | -     | O     | O     | O     | O     | XXX   |       |       |       | 1,64   |                 |
| 10      | Olga Modrachová     | 26  | Cecoslovacchia            | -     | -     | O     | O     | XO    | XXX   |       |       |       | 1,64   |                 |
| 11      | Reinelde Knapp      | 23  | Austria                   | -     | O     | O     | O     | XXX   |       |       |       |       | 1,60   |                 |
| 11      | Dorothy Odam-Tyler  | 36  | Gran Bretagna             | -     | O     | O     | O     | XXX   |       |       |       |       | 1,60   |                 |
| 11      | Valentina Ballod    | 19  | Unione Sovietica          | -     | -     | O     | O     | XXX   |       |       |       |       | 1,60   |                 |
| 14      | Carol Bernoth       | 18  | Australia                 | -     | O     | O     | XXO   | XXX   |       |       |       |       | 1,60   |                 |
| 15      | Audrey Bennett      | 20  | Gran Bretagna             | -     | O     | O     | XXX   |       |       |       |       |       | 1,55   |                 |
| 15      | Alice Whitty        | 22  | Canada                    | -     | O     | O     | XXX   |       |       |       |       |       | 1,55   |                 |
| 15      | Janice Cooper       | 16  | Australia                 | -     | -     | O     | XXX   |       |       |       |       |       | 1,55   |                 |
| 18      | Inge Kilian         | 21  | Squadra Unificata Tedesca | -     | O     | XXO   | XXX   |       |       |       |       |       | 1,55   |                 |